# Corbu (okręg Vaslui)
Corbu – wieś w Rumunii, w okręgu Vaslui, w gminie Lipovăț. W 2011 roku liczyła 569 mieszkańców.